# Jaguar Mark VII
O Jaguar Mark VII é um carro de luxo de quatro portas produzido pela Jaguar Cars de Coventry de 1950 a 1956. Lançado no British International Motor Show de 1950 como sucessor do Jaguar Mark V, foi chamado de Mark VII porque já existia um Bentley Mark VI no mercado. Uma versão do Jaguar Mark V com motor XK foi designada como Mark VI, mas acredita-se que apenas duas foram construídas.
Na sua forma original de 1950, o Mark VII podia ultrapassar os 160 km/h e, em 1952, tornou-se o primeiro Jaguar a ser disponibilizado com uma transmissão automática opcional.
Os Mark VII tiveram sucesso em corridas e ralis.